# 김원준
김원준(金元俊, Dearro, 1973년 2월 16일 ~ )은 대한민국의 가수, 대학교수, 작곡가, 작사가이다.

## 소속
- 숭실대학교 실용음악학과[깨진 링크(과거 내용 찾기)] 교수
- (전) 강동대학교 실용음악과 교수, 학과장
- 신안산대학교 음악과 교수, 학과장
- 대한민국 조달청 평가위원장

## 음반 목록

### 솔로
- 1집 《눈에 띄고 싶어》 - 모두 잠든 후에/아무것도 몰라 (1992년 10월 20일)
- 2집 《나에게 떠나는 여행》 - 언제나/나에게 떠나는 여행/내가 이 세상을 사는 방법 (1993년 8월 20일)
- 3집 《KIM WON JUN 3》 - 너 없는 동안/짦은 다짐 (1994년 6월 16일)
- 3.5집 《창공 O.S.T》 세상은 나에게/하늘에 닿을만큼/슬픈 추억
- 4집 《Dear》 - 넌 내꺼/다시 내곁에 (1995년 10월 30일)
- 5집 《Show》 - Show/작별/상상 (1996년 8월 20일)
- 6집 《One》 - 얄개시대/내 품에 안겨 (1997년 7월 30일)
- 7집 《Self Destruction》 - 가까이/너를 끝으로 (1998년 9월 24일)
- 8집 《Another 8000》 - 부탁/나만의 사랑 (2000년 6월 20일)
- 9집 《Dearro Nine》 - 나인(裸人)/세상 그 누구보다 (2001)
- 1st Digital Single 〈나스럽게〉 - 나스럽게 (2009)
- Digital Single 니가 뭔데 - 니가 뭔데 (2011)
- 러브콜 - 러브콜 (2012)
- Crazy - Crazy (2012) (KBS 2TV, 넝쿨째 굴러온 당신 OST) (2012)

### OST
- 《KBS 2TV 창공》OST - 세상은 나에게,하늘에 닿을만큼,슬픈 추억 외 (1995)
- 《KBS 2TV RNA》OST - Hello (2001)
- 《KBS 2TV 넝쿨째 굴러온 당신》OST - 넝쿨송, Crazy, Don't Stop Music, 피아노, 머물러 외 (2012)

### 그룹
다음은 김원준이 보컬로 참여한 그룹 베일(V.E.I.L)의 앨범 목록이다
- 1집 《V.E.I.L》
- 1.5집 《Lesson 1》
- 2집 《1.5 Lesson Completed》

다음은 김원준과 배기성 최재훈 이세준이 결성한 M4의 앨범이다.
- 1집 《The Story Of M4》

## 수상 경력

### 가요 프로그램 1위
| 연도             | 수상 내역 (총 40회) |
| ---------------- | --- |
| 1993년 (총 14회) | - 모두 잠든 후에 (총 14회) - 2월 12일 MBC 《여러분의인기가요》 1위 - 2월 19일 MBC 《여러분의인기가요》 1위 - 2월 26일 MBC 《여러분의인기가요》 1위 - 3월 5일 MBC 《여러분의인기가요》 1위 - 3월 12일 MBC 《여러분의인기가요》 1위 - 3월 26일 MBC 《여러분의인기가요》 1위 - 3월 10일 KBS 《가요톱텐》 1위 - 3월 17일 KBS 《가요톱텐》 1위 - 3월 24일 KBS 《가요톱텐》 1위 - 3월 31일 KBS 《가요톱텐》 1위 (4주 연속) - 3월 25일 SBS 《인기가요》 1위 - 4월 1일 SBS 《인기가요》 1위 - 4월 8일 SBS 《인기가요》 1위 - 4월 15일 SBS 《인기가요》 1위 |
| 1994년 (총 14회) | - 언제나 (총 3회) SBS 《인기가요 (스타 서울 스타)》 (1월 16일, 1월 23일,1월 30일) 1위 - 너 없는 동안 (총 11회) - 9월 11일 SBS 《TV가요20》 1위 - 9월 14일 KBS 《가요톱텐》 1위 - 9월 18일 SBS 《TV가요20》 1위 - 9월 21일 KBS 《가요톱텐》 1위 - 9월 25일 SBS 《TV가요20》 1위 - 9월 28일 KBS 《가요톱텐》 1위 - 10월 2일 SBS 《TV가요20》 1위 - 10월 5일 KBS 《가요톱텐》 1위 - 10월 9일 SBS 《TV가요20》 1위 - 10월 16일 SBS 《TV가요20》1위 (6주 연속) - 10월 12일 KBS 《가요톱텐》 1위 (5주 연속, 골든컵)                                      |
| 1995년 (총 7회)  | - 짧은 다짐 (1회) SBS 《TV가요20》 - 세상은 나에게 (총 6회) - 4월 15일 KMTV 쇼 뮤직탱크 1위 - 4월 22일 KMTV 쇼 뮤직탱크 1위 - 4월 엠넷 가요베스트 27 1위 - 4월 엠넷 가요베스트 27 1위 - 4월 엠넷 가요베스트 27 1위 - 4월 30일 SBS 《TV가요20》 1위 |
| 1996년 (총 5회)  | - 넌 내꺼 (총 1회) - 2월 11일 SBS 《TV가요20》 1위 - Show (총 4회) - 10월 13일 SBS 《TV가요20》 1위 - 10월 19일 KMTV 결정! 인기가요 43 1위 - 10월 엠넷 가요베스트 27 1위 - 10월 엠넷 가요베스트 27 1위 |

1992 KBS MBC SBS 신인상
1993 KBS 가요대상 본상 , 올해의 가수상
1993 한국 영상음반대상 골든디스크 본상
1993 한국가요제전 10대 가수상
1993 SBS 10대 가수상
제4회 서울가요대상 대상 
1994 서울가요대상 본상
1994 KBS 가요대상 본상 , 올해의 가수상
1994 한국 영상음반대상 골든디스크 본상
1994 한국가요제전 10대 가수상
1994 SBS스타상 올해의 가수상
1995 한국 영상음반대상 골든디스크 본상
1996 서울가요대상 본상
1996 10대가수 10대 가수상

## 주요 출연작

### 텔레비전 드라마
- KBS 수목드라마 《창공》 공군사관학교 3학년 생도 박찬영 역
- MBC 청춘시트콤 《남자 셋 여자 셋》 이의정이 코디를 맡은 가수 김원준 역 (특별출연)
- KBS 월화드라마 《RNA》 가수 지훈 역 (특별출연)
- SBS 《이브의 화원》 강준하 역
- KBS 드라마시티 《스파게티 데이트》 가수 박시혁 역
- MBC 《한뼘드라마 11-1~4 내 생에 마지막 날》 악마 역
- MBC 《폭풍의 연인》 뮤지컬배우 에릭 역
- SBS Plus 《키스 앤 더 시티》 (특별출연)
- tvN 월화드라마 《결혼의 꼼수》 박수호 역
- KBS 주말연속극 《넝쿨째 굴러온 당신》 가수 윤빈 역
- SBS 드라마스페셜 《별에서 온 그대》 시상식에 참석한 연예인 역 (특별출연)
- MBC 일일 특별기획 드라마 《딱 너 같은 딸》 작곡가 고형석 역
- MBC EVERY1 《웹툰히어로 툰드라쇼 시즌 2》 독고동백 역

### 방송
- 《가족오락관》
- 《TV는 사랑을 싣고》
- 《열전 달리는 일요일》
- 《청춘스케치》
- 《도전 추리특급》
- 《SBS인기가요》
- 《SBS 새내기출동 Q》
- 《즐거운 세상》
- 《여러분의 인기가요》
- 《특종 TV연예》 - 이영자의 뮤직드라마 모두잠든후에 (이영자와 출연) 보디가드
- 《내가 진짜 스타》
- 《우리들 세상》
- 《토요일 토요일은 즐거워》
- 《이야기쇼 만남》 - 고쳐야할 한국인의 식사예절 베스트10
- 《이야기쇼 만남》 - 좋아하는 사람에게 받는 선물 베스트 10
- 《93 MBC 한국가요제전》
- 《가요톱10》
- 《열린음악회》
- 《젊음의 행진》
- 《청소년 열린음악회》
- 《이야기쇼 만남》 - 겨울특집
- 《지금은 특집방송중》 - 집중 연예토픽
- 《이야기쇼 만남》 - 남자가 성차별 받을때
- 《노래천국》
- 《토요일 토요일은 즐거워》 - 개편특집
- 《토요일 토요일은 즐거워》 - 토토 스페셜
- 《94 해양 스포츠 축제》
- 《온누리에 사랑을》
- 《94 내일을 향해》
- 《기쁜 우리 젊은날》
- 《톱스타 인생극장》 - 너없는 동안
- 《MBC 인기가요 베스트 50》
- 《토요일 7시가 좋다》 - 스타 포커스
- 《토요일 7시가 좋다》 - 스타의 토요일
- 《출동 TV 산타》
- 《여기는 희망본부》
- 《특집 열린음악회》 - 사랑으로
- 《슈퍼선데이》 - 스타와 만나요
- 《96 폭소가요제》
- 《96 신세대 출발》
- 《96 동계 유니버시아드 축하쇼》 - 젊음을 한곳에 세계를 품안에
- 《TV가요20》
- 《최고 도전 불가능은 없다》
- 《토요일 토요일은 즐거워》 - 토토 스타쇼
- 《쇼 코미디 웃는날 좋은날》
- 《김승현의 잠 못이루는 밤에》
- 《한마음 음악회》
- 《테마탈출》 - 스타탈출
- 《사랑의 리퀘스트》
- 《자유선언 오늘은 토요일》
- 《박상원의 아름다운 TV 얼굴》 셀프카메라
- 《뮤직뱅크》
- 《서세원쇼》
- 《나의 사랑 나의 가족》
- 《유재석 김원희의 놀러와》
- 《연예가중계》
- KBS 《불후의 명곡》 선생님 김원준편
- MBC 《우리 결혼했어요 시즌3》 (2011년)
- 채널A 《스토리텔링 매직쇼》 MC (2012년)
- 채널A 《이은결 김원준의 TOP 매직》 MC (2012년)
- KBS2 《내 생애 마지막 오디션》 MC (2013년)
- MBC 《렛츠고 세계로 - ALASKA》 (2013년)
- SBS 《정글의 법칙 in 사바나》 (2013년)
- KBS2 《나의 결혼 원정기》 (2014년)
- TV조선 《애정통일 남남북녀 시즌 2》 (2015년)
- JTBC 《김제동의 톡투유 - 걱정 말아요! 그대》 (2015년)
- SBS 《TV 동물농장》 787회 대학교 마스코트 고양이 특강이편에서 교수로 인터뷰 출연 (2016년)
- MBC 《은밀하게 위대하게》 (2017년)
- KBS 《불후의 명곡》 전설 김원준편 (2018년)
- TV조선 《송가인이 간다 - 뽕 따러 가세》 - 특별출연 (2019년)
- JTBC 《투유 프로젝트 - 슈가맨》 (2020년)
- JTBC 《히든싱어 6》 - 준우승 (2020년)
- SBS F!L 《외식하는 날 버스킹》 (2022년)
- TV조선 《미스터 로또》 (2023년)
- 채널A 《아빠는 꽃중년》 (2024년)

### 라디오 프로그램
- 《FM 인기가요》(KBS 2FM)
- 《김원준의 MAGIC IN THE WORLD》
- 《김원준의 라디오스타》(2019년 1월 1일 ~ 2020년 8월 30일) (KBS 해피FM)

### 영화
- 《불의 태양》
- 《네온 속으로 노을지다》 티비속 특별출연
- 《유아독존》 O.S.T 음악감독, 특별출연

### 뮤지컬
- 《라디오 스타》
- 《살인마 잭(잭 더 리퍼)》
- 《셜록홈즈》
- 《락 오브 에이지》
- 《힐링하트 시즌3 - 꼬리 많은 남자》

### CF
- 삼성물산 카운트다운
- 해태음료 조이젤
- 해태제과 크로레츠껌
- 오리온 포카칩
- 아모레퍼시픽 트윈엑스 (김원준편/김원준 이병헌편)
- 거평패션 라보라 렛쎄스(여성속옷)
- 여성의류 QPS

## 학력
- 서울반포초등학교 (1985년 졸업)
- 반포중학교 (1988년 졸업)
- 중앙대학교 사범대학 부속고등학교 (1991년 졸업)
- 서울예술대학 영화과 전문학사 (1991학번 / 졸업)
- 상명대학교 문화기술대학원 뮤직테크놀로지학과 석사 (학위논문명 - 소프트웨어 보코더(Software Vocoder)를 활용한 보이스 프로세싱에 관한 연구 : 자작곡 ‘Groove It 105’를 중심으로)
- 상명대학교 일반대학원 뉴미디어음악학과 박사 과정

## 결혼 및 가족
- 김원준은 2016년 4월 16일 서울 서초동 대검찰청 예식장에서 수원지방검찰청 안산지청에 근무중인 이은정 검사와 결혼식을 올렸다.